# Anna Vejrychová
Anna Vejrychová, rozená Procházková, podruhé provdaná Švabinská (30. ledna 1885 Praha – 14. dubna 1942 Praha) byla první manželka malíře Rudolfa Vejrycha a druhá manželka jeho švagra, malíře Maxe Švabinského, častá představitelka ženských postav na Švabinského malbách a grafikách.

## Život

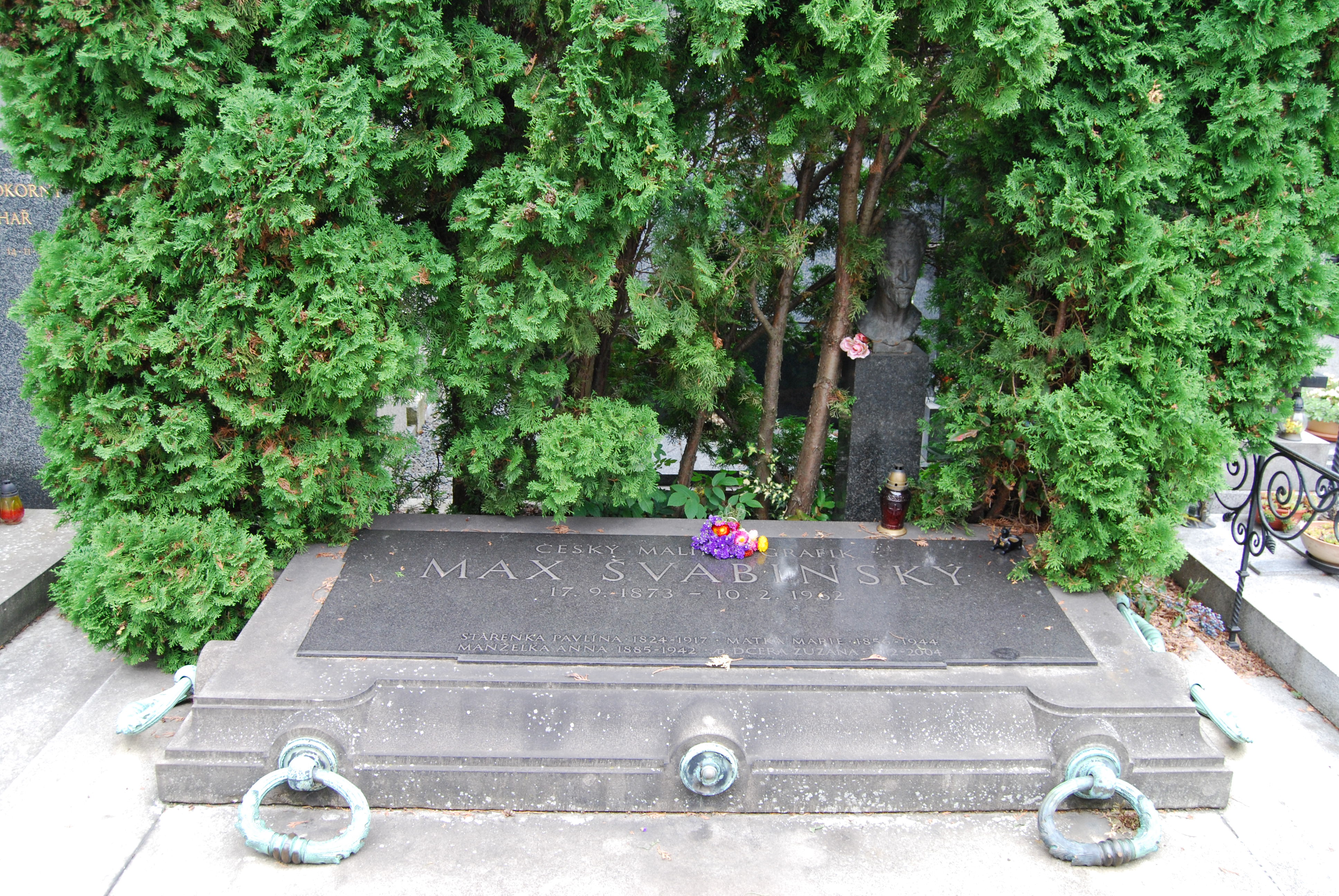
Hrob Anny Vejrychové na Vyšehradském hřbitově

Narodila se v rodině slévače Eduarda Procházky (1857–??) a jeho manželky Marie, rozené Hornové (1863–??). Měla mladšího bratra.
Vystudovala dívčí školu a v sedmnácti letech se seznámila s malířem Rudolfem Vejrychem. Protože malíře nepovažovala matka za zajištěnou existenci, poslala dceru do Moskvy. Po roční nepřítomnosti však známost pokračovala a Anna Procházková nakonec ve čtyřiadvaceti letech odešla z domu a živila se jako vychovatelka.
Dne 15. března 1912 se Rudolfu Vejrychovi a Anně Procházkové narodila dcera Zuzana (později adoptovaná Švabinská). Svatba rodičů se konala po narození dcery. Vznik mimomanželského vztahu Anny Vejrychové s jejím švagrem Maxem Švabinským se datuje k počátku roku 1914. K neoficiálnímu rozpadu obou manželství došlo v roce 1919, k oficiální legalizaci sňatkem došlo až po rozvodu Švabinského s první manželkou Elou.
Anna Vejrychová–Švabinská zemřela na srdeční chorobu. Je pochována na Vyšehradském hřbitově, společně se svou dcerou Zuzanou a s manželem Maxem Švabinským.

## Anna Vejrychová jako model
Max Švabinský portrétoval Annu opakovaně, na individuálních i skupinových portrétech. Mezi známá zobrazení patří např.:
- Ateliér (společně s autorem a rodinou Rudolfa Vejrycha, olej na plátně, 1916, soukromá sbírka)[7]
- Rajská sonáta (cyklus čtyř dřevorytů)[8]